# Jermaine Dye
Jermaine Terrell Dye (* 28. Januar 1974 in Vacaville, Kalifornien) ist ein ehemaliger US-amerikanischer Baseballspieler in der Major League Baseball (MLB) auf der Position des Right Fielders. Am 31. März 2011 gab er seinen Rücktritt bekannt.
Dye ist verheiratet und lebt mit seiner Frau Trisha und drei gemeinsamen Kindern in Arizona.

## Karriere
Dye besuchte das Cosumnes River College in Sacramento (Kalifornien) und wurde in der 17. Runde des Amateur Draft 1993 gezogen. Er besuchte die Will C. Wood High School in Vacaville. Dyes Karriere in der Major League begann im Jahre 1996 bei den Atlanta Braves. Dort gelang ihm bereits bei seinem ersten At Bat ein Home Run. Er hatte einen großen Anteil am Gewinn der Meisterschaft der National League und nahm mit den Braves 1996 an der World Series teil.
Am 27. März 1997 wurde Dye zu den Kansas City Royals getradet. In der Saison 1999 gelangen Dye 26 Homeruns in 158 Spielen für die Royals. Zu dieser Zeit wurde Dye zum Publikumsliebling in Kansas, der bei seinen At-Bats von den Fans mit „Dye-no-mite“-Sprechchören angefeuert wurde. 2000 nahm Dye erstmals am All-Star Game teil. 
Am 25. Juli 2001 wurde Dye zu den Oakland Athletics getradet, wo er mit einem .913 OPS maßgeblich am Gewinn der Wild Card beteiligt war. Während Spiel 4 der American League Division Series prallte Dyes eigener Foulball gegen sein Bein und brach ihm die Wade. In den folgenden drei Spielzeiten verpasste Dye insgesamt 123 Spiele, aufgrund der immer wiederkehrenden Probleme bedingt durch seine schwere Verletzung. Vor der Saison 2005 unterschrieb Dye einen Zweijahresvertrag bei den Chicago White Sox, mit einer Option auf ein weiteres Jahr und einem Verdienst von 10,15 Mio. US-Dollar.

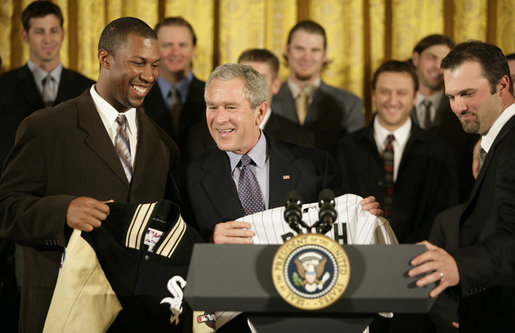
Jermaine Dye (links) und Paul Konerko überreichen George W. Bush ein Jersey der White Sox.

In der Saison 2005 kam Dye zu 145 Einsätzen, schlug 31 Homeruns und stahl 11 Bases. 
Dye war Teil der Meistermannschaft der White Sox 2005, die nach 88 Jahren zum dritten Mal die World Series gewinnen konnten. Im Anschluss an die 4–0 Serie gegen die Houston Astros wurde Dye zum MVP der World Series gewählt. Den entscheidenden Ball zum Sieg der Serie fing Paul Konerko nach dem Wurf von Juan Uribe. 
2006 schaffte Dye es zum zweiten Mal zum All-Star Game, nachdem er in der ersten Saisonhälfte bereits 25 Homeruns bei einem Schlagdurchschnitt von .318 erreicht hatte. Die Saison sollte zur besten seiner bisherigen Karriere werden. Er beendete die Saison als zweitbester der Liga bei den Homeruns (44), als Fünfter bei den RBIs (120) und Zwölfter beim Schlagdurchschnitt mit .315.
Jermaine Dye war einer der mehr als 50 Hitter, die am Muttertag 2006 mit einem pinkfarbenen Schläger spielten, um die Brustkrebs-Hilfsorganisation Susan G. Komen for the Cure zu unterstützen.
Am 30. Oktober 2006 zogen die White Sox die 6,75 Mio. US-Dollar Option, sich Dyes Dienste für die Saison 2007 zu sichern. Im Jahr 2007 unterschrieb Dye für zwei weitere Spielzeiten bei den White Sox.

## Stationen
- Atlanta Braves (1996)
- Kansas City Royals (1997–2001)
- Oakland Athletics (2001–2004)
- Chicago White Sox (seit 2005)

## Erfolge und Auszeichnungen
- Zwei Teilnahmen am All-Star Game: 2000, 2006
- Gold Glove Award: 2000
- World Series MVP: 2005
- World Series Champion: 2005
- Silver Slugger Award: (2006)